# Wadena (Saskatchewan)
Wadena is een Canadese stad gelegen in de provincie Saskatchewan.

## Geboren in Wadena
- Pamela Wallin[2] - Canadese beleid.